# Simili
Simili è l'undicesimo album in studio della cantante italiana Laura Pausini, pubblicato il 6 novembre 2015 dalla Atlantic Records.
Sebbene non si tratti di un album totalmente autobiografico, la cantante stessa ha dichiarato di essersi ispirata a storie di persone a lei vicine.
L'album è stato pubblicato il 13 novembre dello stesso anno anche in lingua spagnola con il titolo Similares.

## Antefatti
Il 14 maggio 2015 è stato annunciato che in autunno sarebbe stato pubblicato un nuovo album di inediti intitolato Simili. Il 14 settembre 2015 viene svelata la copertina dell'album, il 30 settembre 2015 la data di uscita in contemporanea sul TG1 e sul TG5, mentre il 1º ottobre 2015 la lista tracce.

## Concezione
La copertina dell'album ritrae Laura Pausini distesa in un prato; nel retrocopertina quattro ragazzi distesi anch'essi nell'erba ognuno con delle caratteristiche diverse: chi ha dei tatuaggi, chi ha gli occhi a mandorla, chi è scuro di pelle; il messaggio vuole indicare che in fondo siamo tutti simili. Sul CD è invece raffigurato un quadrifoglio.

Riguardo al significato del titolo la Pausini ha dichiarato:
 Mentre Laura Pausini era al consolato statunitense in Italia per chiedere il visto per lavorare a Miami (in qualità di coach al talent show televisivo La banda in onda su Univision) è rimasta colpita dal fatto che per identificare persone diverse si usi un metodo comune, quello delle impronte digitali. Così ha pensato ad una parola che unisce queste due contraddizioni: «uguali» e «diversi», ossia «simili». Anche le impronte hanno avuto un significato molto particolare nel concept di quest'album. Laura lo spiega così:

L'album, distribuito in oltre 60 paesi del mondo, è composto da 15 tracce inedite e vede nuovamente la collaborazione di Niccolò Agliardi per i testi e Daniel Vuletic per la musica. Tra le tracce sono presenti tre brani scritti da Biagio Antonacci: Lato destro del cuore, con dei richiami musicali che ricordano gli anni sessanta della musica italiana, Tornerò (con calma si vedrà), che è un tributo alla musica latina, e È a lei che devo l'amore, una ninna nanna con la partecipazione della figlia Paola, scritta inizialmente per il disco di Antonacci come canzone d'amore per una donna e poi cambiata per dedicarla alla figlia della Pausini. Innamorata è un brano rap scritto da Jovanotti; Laura Pausini ha dichiarato che sperava che la cantassero in duetto, mentre lui l'ha convinta a cantarla da sola. Sono solo nuvole è scritta da Giuliano Sangiorgi e chiesta esplicitamente da Laura Pausini, mentre 200 note è scritta da Tony Maiello; in collaborazione con L'Aura sono stati scritti Io c'ero (+ amore x favore), brano dance, e Lo sapevi prima tu, dedicato al padre Fabrizio. Per la musica è stata realizzata con la collaborazione attiva ma inconsapevole di alcuni suoi fan da tutto il mondo. Tramite il fan club ufficiale Laura 4U Laura Pausini ha cercato un musicista diverso in ogni paese e dei coristi, consegnando ad ognuno solo la parte che doveva eseguire direttamente ed ha chiesto che le rispedissero oltre alla registrazione audio anche un video. I fan si sono accorti di aver partecipato ad alcuni brani, solo in seguito alla pubblicazione del disco. Riguardo al significato del brano Il nostro amore quotidiano, la Pausini ha spiegato che il testo «Racconta l'amore universale fin dai primi momenti di una storia, quando manca il fiato dall'emozione». Riguardo al brano Nella porta accanto racconta:
Per la musica, Lo sapevi prima tu e È a lei che devo l'amore sono stati collocati alla fine della tracklist e contraddistinti come +Simili in quanto gli unici tre brani autobiografici.

## Promozione
L'album è stato presentato alla stampa il 4 novembre presso la sala multimediale di Piazza della Repubblica a Milano con la cantante in collegamento video da Miami, mentre otto giornalisti della stampa musicale si sono recati a Miami a spese dell'artista per ascoltare in anteprima il suo nuovo lavoro in studio. L'album è stato presentato il 21 novembre nel corso del programma televisivo La meraviglia di essere simili trasmesso su Rai 1, ottenendo 3.800.000 telespettatori con il 14.85% di share.
Per la prima volta nella sua carriera, Laura ha voluto che per ciascun brano dell'album fosse realizzato un videoclip dai registi Leandro Manuel Emede e Nicolò Cerioni. Il 5 dicembre 2015 è stato trasmesso su Rai 1 Simili the Short Film, il cortometraggio in cui l'artista spiega tutti i brani presenti nell'album, mostrando un estratto dei relativi video, ottenendo 968 000 telespettatori con il 6,9% di share. Tale cortometraggio è contenuto nel DVD dell'edizione deluxe dell'album, assieme alla versione integrale del videoclip del brano Per la musica/Es la música. Le versioni integrali di tutti i videoclip in entrambe le lingue sono state pubblicate in varie occasioni tra il 2015 e il 2017 attraverso il canale YouTube della Warner Music Italy, e in alcuni casi vi è stata un'anteprima sul sito internet del Corriere della Sera: È a lei che devo l'amore/A ella le debo mi amor il 24 dicembre 2015, Il nostro amore quotidiano/Nuestro amor de cada día il 14 febbraio 2016, Lo sapevi prima tu/Lo sabías antes tú il 28 aprile 2016 (compleanno di Fabrizio Pausini), Tornerò (con calma si vedrà)/Regresaré (con calma se verá) il 16 gennaio 2017, Sono solo nuvole/Solo nubes il 17 gennaio 2017, Io c'ero (+ amore x favore)/Yo estuve (+ amor x favor) il 18 gennaio 2017, Colpevole/Culpable il 19 gennaio 2017.
L'album in lingua italiana è stato pubblicato anche in formato doppio LP in tiratura limitata a 2 000 copie.
Il primo singolo estratto dall'album in Italia è stato Lato destro del cuore, il secondo Simili, il terzo Innamorata, il quarto Ho creduto a me e il quinto 200 note. Anche in Brasile il primo singolo estratto è stato Lato destro del cuore, il secondo è stato invece Nella porta accanto, mentre il terzo ed ultimo è stato 200 note.
Nel mercato spagnolo e latino americano sono stati estratti come singoli Lado derecho del corazón e En la puerta de al lado. Similares è uscito come terzo singolo in Spagna, mentre Enamorada pubblicato in una versione remixata dal duo Takagi & Ketra e He creido en mi sono usciti come terzo e quarto singolo in America Latina e negli Stati Uniti d'America. Infine Pregúntale al cielo è uscito come ultimo singolo per tutti e due i mercati (in Spagna come quarto e in America Latina come quinto).
Da maggio 2016, il brano Nuestro amor de cada día è stato utilizzato in Messico come colonna sonora dello spot pubblicitario della Barilla, di cui la Pausini è testimonial. Lo stesso spot viene trasmesso anche in Brasile, dove viene utilizzata la versione italiana Il nostro amore quotidiano. Da settembre, il brano Simili è stato utilizzato come colonna sonora della terza stagione della serie televisiva di Braccialetti rossi; alcuni ragazzi della serie sono i protagonisti del videoclip, girato a Villa Pisani a Stra.
Per la promozione dell'album, Laura Pausini è rimasta impegnata da maggio ad ottobre 2016 in un tour mondiale intitolato Simili World Tour 2016 e composto da 33 date. La prima parte, intitolata Pausini Stadi Tour 2016 si è svolta a giugno 2016 per la prima volta su stadi in Italia e partire dall'Autodromo Enzo e Dino Ferrari di Imola (data zero) per poi proseguire allo Stadio Giuseppe Meazza di Milano (doppia data), allo Stadio Olimpico di Roma (con ospite Biagio Antonacci) e allo Stadio della Vittoria di Bari (con ospite Giuliano Sangiorgi). La seconda parte, intitolata Similares US & Latin America Tour 2016 si è svolta da luglio a settembre 2016 in America: Canada, Stati Uniti d'America, Messico, Costa Rica, Panama, Ecuador, Perù, Cile, Argentina, Paraguay, Uruguay e Brasile. La terza parte intitolata Simili European Tour 2016 si è svolta a ottobre 2016 tra Regno Unito, Belgio, Germania e Svizzera.
Il 6 settembre 2016 è stato trasmesso su Canale 5 il concerto del 4 giugno 2016 che la cantante ha tenuto presso lo Stadio Giuseppe Meazza di San Siro a Milano, facendo registrare oltre 100.000 presenze nelle due serate.
Il 1º settembre 2023, in occasione dei festeggiamenti dei 30 anni di carriera dell'artista, Simili è stato ristampato su doppio vinile colorato.

## Tracce

### Simili
1. Lato destro del cuore – 3:52 (Biagio Antonacci)
2. Simili – 3:35 (testo: Laura Pausini, Niccolò Agliardi – musica: Niccolò Agliardi, Edwyn Roberts)
3. 200 note – 3:58 (testo: Tony Maiello – musica: Tony Maiello, Lorenzo Vizzini Bisaccia)
4. Innamorata – 3:20 (testo: Jovanotti – musica: Jovanotti, Riccardo Onori, Christian "Noochie" Rigano)
5. Chiedilo al cielo – 3:15 (testo: Laura Pausini, Niccolò Agliardi – musica: Paolo Carta)
6. Ho creduto a me – 3:14 (testo: Niccolò Agliardi – musica: Massimiliano Pelan)
7. Nella porta accanto – 3:46 (testo: Laura Pausini – musica: Mattia De Luca)
8. Il nostro amore quotidiano – 3:58 (testo: Laura Pausini, Niccolò Agliardi – musica: Paolo Carta)
9. Tornerò (Con calma si vedrà) – 4:07 (Biagio Antonacci)
10. Colpevole – 3:36 (testo: Laura Pausini, Niccolò Agliardi – musica: Laura Pausini, Daniel Vuletic)
11. Io c'ero (+ amore x favore) – 2:53 (testo: Laura Pausini – musica: Paolo Carta, L'Aura)
12. Sono solo nuvole – 4:12 (Giuliano Sangiorgi)
13. Per la musica (featuring Official Fan Club Members Singers and Players) – 3:31 (testo: Laura Pausini, Niccolò Agliardi – musica: Paolo Carta)
14. Lo sapevi prima tu (Dedicated to My Father) – 4:02 (testo: Laura Pausini, L'Aura – musica: Simone Bertolotti, L'Aura)
15. È a lei che devo l'amore (featuring Paolo and Paola Carta) – 2:53 (Biagio Antonacci)

DVD bonus nell'edizione deluxe
1. Simili (The Short Film) – 29:00
2. Similares (The Short Film) – 29:00
3. Per la musica (Music Video) – 3:36
4. Es la música (Music Video) – 3:36

### Similares
1. Lado derecho del corazón – 3:52 (Biagio Antonacci; adatt. spagnolo di Laura Pausini)
2. Similares – 3:35 (testo: Laura Pausini, Niccolò Agliardi; adatt. spagnolo di Laura Pausini – musica: Niccolò Agliardi, Edwyn Roberts)
3. 200 notas – 3:58 (testo: Tony Maiello; adatt. spagnolo di Laura Pausini – musica: Tony Maiello, Lorenzo Vizzini Bisaccia)
4. Enamorada – 3:20 (testo: Jovanotti; adatt. spagnolo di Laura Pausini – musica: Jovanotti, Riccardo Onori, Christian Rigano)
5. Pregúntale al cielo – 3:15 (testo: Laura Pausini, Niccolò Agliardi; adatt. spagnolo di Laura Pausini – musica: Paolo Carta)
6. He creído en mí – 3:14 (testo: Niccolò Agliardi; adatt. spagnolo di Laura Pausini – musica: Massimiliano Pelan)
7. En la puerta de al lado – 3:46 (testo: Laura Pausini – musica: Massimo De Luca)
8. Nuestro amor de cada día – 3:58 (testo: Laura Pausini, Niccolò Agliardi; adatt. spagnolo di Laura Pausini – musica: Paolo Carta)
9. Regresaré (con calma se verá) – 4:07 (Biagio Antonacci; adatt. spagnolo di Laura Pausini)
10. Culpable – 3:36 (testo: Laura Pausini, Niccolò Agliardi; adatt. spagnolo di Laura Pausini – musica: Laura Pausini, Daniel Vuletic)
11. Yo estuve (+ amor x favor) – 2:53 (testo: Laura Pausini – musica: Paolo Carta, L'Aura)
12. Solo nubes – 4:12 (Giuliano Sangiorgi; adatt. spagnolo di Laura Pausini)
13. Es la música (featuring Official Fan Club Members Singers and Players) – 3:31 (testo: Laura Pausini, Niccolò Agliardi; adatt. spagnolo di Laura Pausini – musica: Paolo Carta)
14. Lo sabías antes tú (Dedicated to My Father) – 4:02 (testo: Laura Pausini, L'Aura; adatt. spagnolo di Laura Pausini – musica: Simone Bertolotti, L'Aura)
15. A ella le debo mi amor (featuring Paolo and Paola Carta) – 2:53 (Biagio Antonacci; adatt. spagnolo di Laura Pausini)

DVD bonus nell'edizione deluxe
1. Simili (The Short Film) – 29:00
2. Similares (The Short Film) – 29:00
3. Per la musica (Music Video) – 3:36
4. Es la música (Music Video) – 3:36

## Formazione
- Laura Pausini – voce, cori
- Paolo Carta – chitarra elettrica, chitarra acustica, basso, batteria aggiuntiva, programmazione
- Andrew Murphy – chitarra ritmica
- David Rhodes – chitarra elettrica
- Sojung Lee – chitarra elettrica
- George Pajon Jr. – chitarra acustica
- Nicola Oliva – chitarra acustica, chitarra classica
- Steve Power – chitarra, programmazione
- Rohan Onraet – chitarra, programmazione
- Charlie Jones – basso
- Roberto Gallinelli – basso
- Trevor Barry – basso
- Martin Jenkins – pianoforte
- Lucy Graves – pianoforte
- Fabio Coppini – pianoforte
- Joseph Carta – pianoforte, tastiera, programmazione
- Stefano Nanni – pianoforte
- Printz Board – programmazione, cori, sintetizzatore
- Pete Davis – tastiera, programmazione
- Giuliano Sangiorgi – sintetizzatore, celesta, pianoforte, timpani
- Robert Brian – batteria
- Patty Miller – batteria
- Ash Soan – batteria
- Carlos Hercules – batteria
- Ernesto Lopez – percussioni
- Davide Rossi – strumenti ad arco
- Edoardo De Angelis – violino
- Enrico Garau – violoncello
- Cono Cusma Piccione – viola
- Massimo Clavenna – contrabbasso

## Successo commerciale
Simili esordisce al primo posto della classifica italiana degli album e durante la sua prima settimana di vendite, secondo Mediatraffic, risulta il 13º album più venduto al mondo con 44 000 copie vendute. Simili viene certificato doppio disco di platino (più di 100 000 copie) dopo due mesi dall’uscita (11 gennaio 2016).
Similares raggiunge le più alte posizioni mai ottenute dall'artista nelle classifiche statunitensi Billboard: sesto nella Latin Albums, terzo nella Latin Pop Albums e settimo nella World Albums.

## Riconoscimenti
Il 7 giugno 2016, in occasione dell'annuale Wind Music Award, Simili è stato premiato nella categoria Album Multiplatino.
Con Similares Laura Pausini riceve a marzo 2016 una candidatura ai Premios Juventud 2016 nella categoria Il più toccante, mentre nel mese di dicembre dello stesso anno ha ricevuto una candidatura ai Grammy Awards 2017 nella categoria Miglior album latin pop dell'anno.

## Classifiche

### Classifiche settimanali
| Classifica (2015) | Posizione massima |
| ----------------- | ----------------- |
| Belgio (Fiandre)  | 39                |
| Belgio (Vallonia) | 7                 |
| Francia           | 51                |
| Germania          | 58                |
| Italia            | 1                 |
| Paesi Bassi       | 33                |
| Spagna            | 7                 |
| Svizzera          | 4                 |
| Ungheria          | 23                |

### Classifiche di fine anno
| Classifica (2015) | Posizione |
| ----------------- | --------- |
| Italia            | 12        |
| Classifica (2016) | Posizione |
| Italia            | 20        |
| Spagna            | 83        |